# Assisted GPS
Assisted GPS eller A-GPS är en GPS-teknik som förenar GPS-systemet med mobiltelefonnätet. I och med A-GPS kan sökandet efter GPS-satelliter göras betydligt snabbare.

## Beskrivning
När GPS-mottagaren startar upp tar den hjälp av information som sänds ut i mobilradionätet för att då få en ungefärlig position om var den befinner sig och kan då söka enbart efter vissa satelliter, vilket går mycket snabbare än om den ska söka bland alla satelliter runt hela jorden.
Funktionen kan även användas då GPS-enheten har svårt att få signaler från satelliterna. A-GPS hjälper då till likt triangulering för att få en ungefärlig position.
Operatören måste ha stöd för funktionen i sitt nät.

## Mobiltelefoner med stöd för A-GPS
I stort sett alla moderna mobiltelefoner med inbyggd GPS-mottagare har stöd för A-GPS.